# Мнево
Мнево (пол. Mniewo) — село в Польщі, у гміні Ольшувка Кольського повіту Великопольського воєводства.
Населення — 278 осіб (2011).
У 1975-1998 роках село належало до Конінського воєводства.

## Демографія
Демографічна структура станом на 31 березня 2011 року:
|          | Загалом | Допрацездатний вік | Працездатний вік | Постпрацездатний вік |
| -------- | ------- | ------------------ | ---------------- | -------------------- |
| Чоловіки | 145     | 23                 | 112              | 10                   |
| Жінки    | 133     | 21                 | 77               | 35                   |
| Разом    | 278     | 44                 | 189              | 45                   |